# Euroregione Euromed
L'Euroregione Euromed è una struttura di cooperazione transnazionale in ambito europeo costituita da: Sicilia e Sardegna (Italia), Corsica (Francia), Isole Baleari (Spagna), Creta (Grecia), Gozo (Malta) e Cipro.
Copre una superficie di 71.874 km² e conta oltre 7,5 milioni di abitanti.
Le principali città sono: Palermo, Catania, Messina, Siracusa, Cagliari, Ajaccio, Heraklion, Palma de Maiorca e Nicosia.
La regione nasce il 21 ottobre 2004, dal preciso scopo: sociale, economico, culturale.  Poiché queste azioni siano coerenti (all'interno di una visione europea) ed efficaci (utili cioè a promuovere gli interessi delle Isole del Mediterraneo), è necessario che le stesse siano il frutto di una riflessione e un'azione coordinata delle rispettive comunità insulari. Solo in tal modo la collaborazione potrà generare vantaggi qualitativi e non soltanto quantitativi, ed unicamente in siffatto modo potranno esser fatte valere nei confronti delle istituzioni comunitarie proposte ed istanze che, diversamente incontrerebbero scarsa risonanza.